# Werner Wolf Glaser
Werner Wolf Glaser (* 14. April 1913 in Köln; † 29. März 2006 in Västerås, Schweden) war ein deutsch-dänisch-schwedischer Komponist, Kunsthistoriker, Psychologe und Dirigent.

## Leben
Werner Wolf Glaser wurde am 14. April 1913 in Köln als zweiter Sohn der Pianistin Julie Glaser (geb. Wolff) und ihres Ehemanns Viktor Glaser geboren. Die Mutter förderte die musikalische Erziehung des Sohnes. Glaser bestand 1929 die Aufnahmeprüfung an der Kölner Musikhochschule und wurde unter anderem von Peter Dahm, Carl Emil Theodor Ehrenberg und Philipp Jarnach unterrichtet. Glaser studierte an der Musikhochschule Köln Klavier, Dirigieren und Komposition, danach ging er nach Bonn, um ein Studium der Kunstgeschichte aufzunehmen. Schließlich setzte er in Berlin seine Kompositionsstudien – unter anderem bei Paul Hindemith – fort und nahm ein weiteres Studium der Psychologie auf. Von 1929 bis 1931 war er Dirigent an der Oper in Chemnitz und kam 1932 als Chordirektor nach Köln. In der Zeit des Nationalsozialismus wurde er als Jude aus Deutschland vertrieben. Über Paris emigrierte er im August 1934 mit Hilfe des dänischen Querflötisten Johan Bentzon nach Lyngby, Dänemark, und wurde Dozent an der Frederiksbergs Volksmusikhochschule in Kopenhagen. 1943 erhielt er die dänische Staatsbürgerschaft. Nach der Androhung der Deportation der dänischen Juden in Konzentrationslager gehörte Werner Wolf Glaser mit seiner Familie zu den Juden, die am 6. Oktober 1943 in einer Rettungsaktion in Fischerbooten nach Schweden in Sicherheit gebracht wurden.
Von 1944 bis 1959 war er Dirigent beim Södra Västmanlands Orkesterförbund und leitete zugleich als Direktor bis 1975 die Västerås Musikskola, wo er zusammen mit Ivar Andrén und Gunnar Axén tätig war. Des Weiteren schrieb er für die regionale Tageszeitung „Vestmanlans Läns Tidning“ Musikkritiken.
Glaser, der 1951 die schwedische Staatsbürgerschaft erhalten hat, hat ein recht umfangreiches Œuvre in vielen Genres hinterlassen: unter anderem neun Gedichthefte, das lyrische Werk Orfeues undergang und Texte zu zahlreichen Chorwerken, außerdem etwa 560 Kompositionen, darunter 13 Sinfonien, 14 Streichquartette, sechs Opern, eine große Anzahl von Kammermusik-, Jugend- und Lehrwerken. Die Hindemith'sche Schule ist in seiner Tonsprache erkennbar, dennoch entwickelte er einen eigenen Stil.

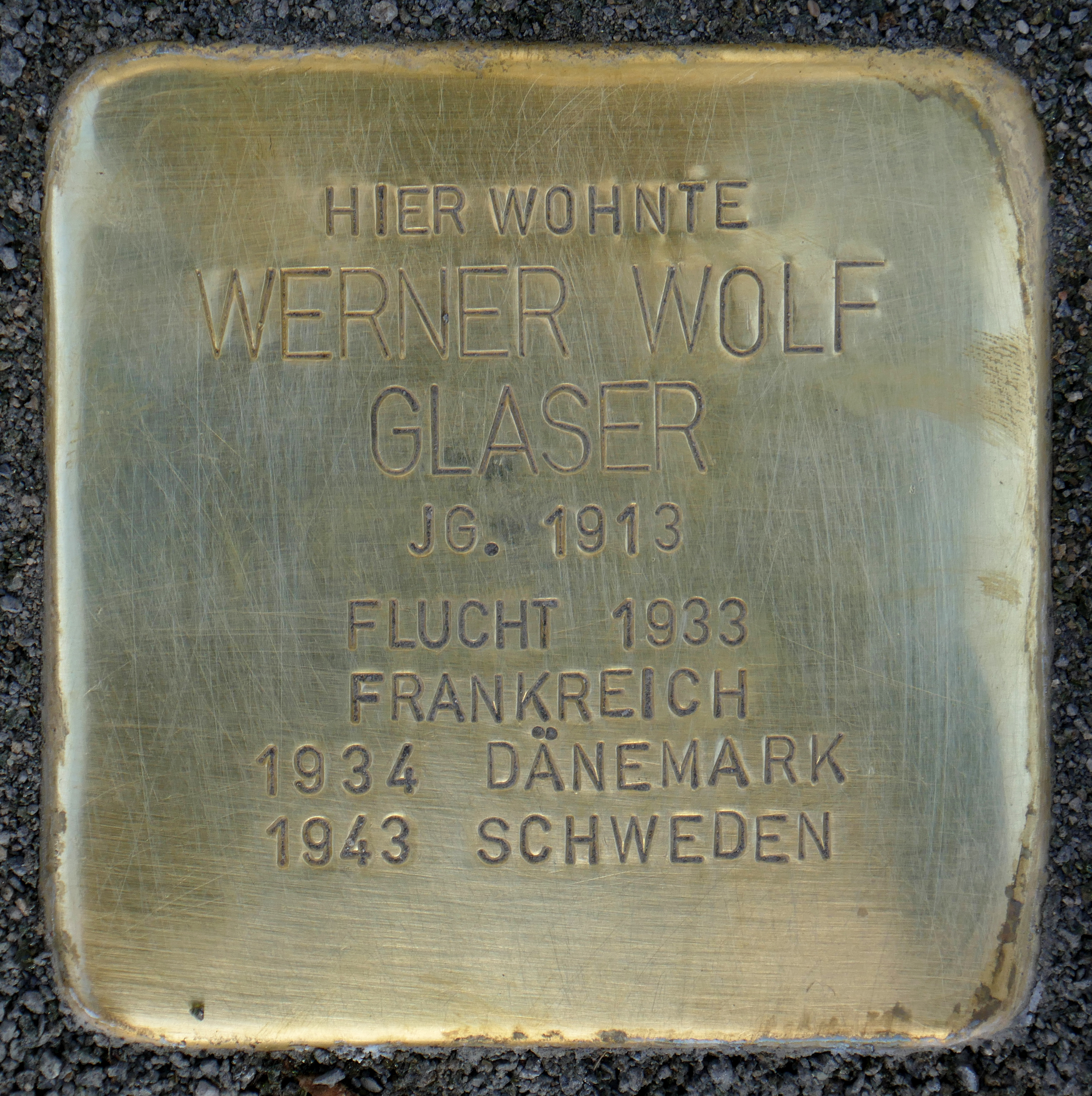
Stolperstein für Werner Wolf Glaser in Köln vor dem Haus Utrechter Straße 9, verlegt am 10. September 2018

Für seine Lebensleistung wurde er 1993 mit der Verdienstmedaille der Königlichen Musikakademie Stockholm ausgezeichnet.
Am 29. März 2006 starb Werner Wolf Glaser in Västerås und wurde auf dem Jüdischen Friedhof in Stockholm begraben. Wolf Glaser war seit 1934 mit Renate Eiser verheiratet und hatte mit ihr vier Kinder: Jo Svend (geb. 1936), Etienne (geb. 1937),  Per Ivar (geb. 1942) und Juliette (geb. 1948).
In Deutschland engagiert sich Kolja Lessing für die Pflege seines Werkes.

## Gedenken
Am 10. September 2018 wurden in Köln vor zwei Wohnhäusern sieben Stolpersteine im Rahmen des Kunst- und Erinnerungsprojektes des Künstlers Gunter Demnig verlegt. Die Stolpersteine erinnern an Werner Wolf Glaser und seine Frau Renate (geborene Eiser), an die Eltern Viktor und Julie Glaser (geborene Wolff) – die Mutter kam nach der Deportation 1943 im KZ Sobibor ums Leben, an die Schwiegereltern Salomon und Sara Selma Eiser (geborene Isaacson) sowie an den Bruder Georg Glaser, der 1944 im Vernichtungslager Auschwitz ermordet wurde.

## Werke

### Werke für Orchester
- 1933–1934 Symfoni nr 1 Sinfonia 1 op. 10
- 1935–1936 Symfoni nr 2 Kammersinfonie op. 14
- 1936–1940 Symfoni nr 3 Sinfonie Nr. III
- 1939 Trilogia per orchestra
- 1940–1942 Fem stycken für Orchester
- 1943 Symfoni nr 4 Sinfonia Nr. 4
- 1945 Zwei kurze Orchesterstücke
- 1947 Präludium für Orchester
- 1947–1949 Symfoni nr 5 Sinfonia Nr. 5
- 1954 Idyll, elegi och fanfar für Orchester
- 1955–1957 Symfoni nr 6 Sinfonia breve della transparenza
- 1957 Konsert Concerto per orchestra II
- 1957 Sorgmusik över en flicka für Streichorchester
- 1959 Symfoni nr 7 Azione tardante
- 1964 Fyra dans-scener – Symfoni nr 8
- 1964 Konzert für Violine und Orchester
- 1965–1966 Conflitti – Orkesterkonsert nr 3
- 1966 Förvandlingar für Klavier und Orchester
- 1967 Paradosso I Konzertante Musik für Streichorchester
- 1975 Tre symfoniska danser für Orchester
- 1976 Symfoni nr 9
- 1977 Adagio per archi „Ruhe und Unruhe“
- 1979–1980 Symfoni nr 10
- 1981 Trilogia per orchestra II
- 1983 Symfoni nr 11
- 1986 Nigeria Suite nach antiken nigerianischen Skulpturen
- 1987 Tema con variazioni
- 1989 Symfoni nr 12
- 1990 Symfoni nr 13

### Kammermusik
- 1943 Gamle man für eine Stimme und Klavier
- 1945 Dansvisa für eine Stimme und Klavier
- 1966 Le Tombeau d’une Dame für Flöte und Orgel
- 1967 Ordo Meatus für Oboe d’amore solo
- 1969 Serioso für Oboe und Cembalo
- 1974 Absurt divertimento für Sopran und Bläser-Quintett
- 1975 Sommar für Sopran und Flöte
- 1976 Sommar Version II für eine Stimme und Klavier
- 1976 Marsch i skrattspegel für Bläser-Quintett
- 1977 Per Sylvestrum für Flöte und Klavier
- 1980 Fågelliv Vie d’oiseau Drei Stücke für Sopran und drei Streicher
- 1983 Fanfara per ASEA für 3 Trompeten und Pauken
- 1997 Solo per eufonio Solo für Euphonium

### Werke für Blasorchester
- 1960 Concerto della Capella für Symphonisches Blasorchester und Klavier
- 1966 Konsert für Blasorchester
- 1974 Marsch i blåsväder (Aufforderung zum Marsch)
- 1980 Sinfonie für Bläser für Symphonisches Blasorchester
- 1981 3 pieces for 11 saxophones für Saxophon-Orchester (2 Sopran-Saxophon, 4 Alt-Saxophon, 2 Tenor-Saxophon, 2 Bariton-Saxophon, Bass-Saxophon)

### Chormusik
- 1936 Der Tod ist groß für gemischten Chor
- 1963 Melankolians visor Suite
- 1964 Dagen Suite
- 1967 Årskrets für Kinderchor
- 1968 Vårmosaik für gemischten Chor und Streich-Quartett

### Bühnenwerke
- 1960 Persefone Ballett in drei Akten
- 1971 En naken kung Oper in zwei Akten
- 1970 Möten Kammeroper für Soli, Flöte, Klarinette und Streichorchester
- 1973 Les cinq pas de l'homme Ballett

### Oratorien, Kantaten und Geistliche Musik
- 1966 Tystnad Kantate für Sopran, Flöte, Alt-Saxophon, Bass-Klarinette, Drums, Gong, Violine, Violoncello und Tonband
- 1968 Porten Adventskantate für Sopran und Orgel
- 1973 En aftonkantat Kantate für Soli, zwei gemischte Chöre, Flöte, Klarinette, Horn und Orgel
- 1972 Meditationspsalm für gemischte Stimmen und Orgel